# بوخا (زاله‌هلتسلاند)
بوخا (به آلمانی: Bucha) یک شهر در آلمان است که در زاله‌هلتسلاند واقع شده‌است. بوخا ۱٬۰۸۸ نفر جمعیت دارد.